# Jacques-François Blondel
Jacques-François Blondel (Rouen, 1705. január 8. – Párizs, 1774. január 9.) francia építész.

## Élete
Pályáját építészeti vésnökként kezdte, majd tekintélyes építésszé vált. 1734-ben az elsők között nyitott építészeti iskolát.1755-től XV. Lajos építészeként fontos szerepe volt a rokokó stílus elterjesztésében.

## Művei
- Elméleteit és gyakorlati tanácsait rendszeresen publikálta:
- De la distribution des maisons de plaisance et de la décoration en général (1737)
- L'architecture française (1752-1756)
- Cours d'architecture civile (1771-1777)

- Leghíresebb munkájában, a L'Architecture française-ben Daniel Marot hagyományait folytatta. A könyv híres épületek képeinek pontos gyűjteménye volt, amelyek közül több eltűnt vagy átalakították.

## Legfontosabb tervei
- A metz-i felvonulási tér elrendezése, a parlament épülete, az érsekség, a városi szálloda és a mára már eltűnt Saint-Étienne katedrális nyugati kapuja.
- Strasbourg díszítési terve, beleértve a l’Aubette épületét és a katedrális szentélyének rácsozatát.
- A normandiai Château de Vendeuvre terve.